# Lekkoatletyka na Letnich Igrzyskach Olimpijskich 1984 – bieg na 5000 m mężczyzn
Bieg na 5000 metrów mężczyzn podczas XXIII Letnich Igrzysk Olimpijskich w Los Angeles rozegrano 8 (eliminacje), 9 (półfinały) i 11 sierpnia 1984 (finał) na stadionie Los Angeles Memorial Coliseum. Zwycięzcą został reprezentant Maroka Saïd Aouita, który w finale ustanowił rekord olimpijski uzyskując czas 13:05,59.
Reprezentant Finlandii Martti Vainio, który awansował do finału, nie został do niego dopuszczony, a jego wyniki anulowane, ponieważ zdyskwalifikowano go z powodu dopingu (sterydów anabolicznych), który został wykazany w próbkach pobranych po finałowym biegu na 10 000 metrów (w którym Vainio zajął pierwotnie 2. miejsce).

## Rekordy

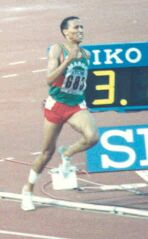
Saïd Aouita

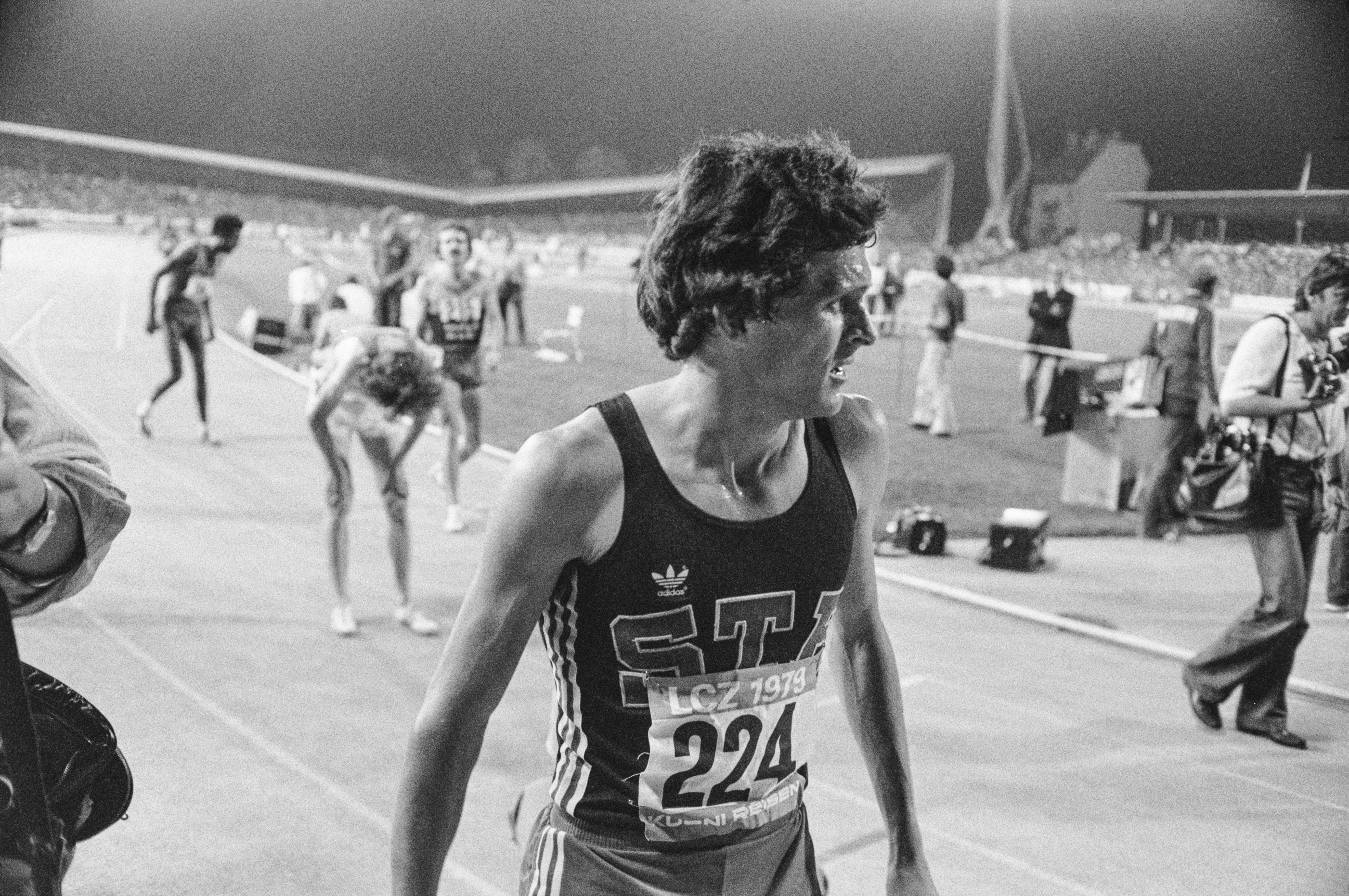
Markus Ryffel

|                   | Zawodnik        | Narodowość      | Czas     | Data               | Miejsce  |
| ----------------- | --------------- | --------------- | -------- | ------------------ | -------- |
| Rekord świata     | David Moorcroft | Wielka Brytania | 13:00,41 | 7 lipca 1982(dts)  | Oslo     |
| Rekord olimpijski | Brendan Foster  | Wielka Brytania | 13:20,34 | 28 lipca 1976(dts) | Montreal |

## Wyniki
| Poz. - pozycja |
| – rekord świata \| – rekord krajowy \| – rekord życiowy \| = – wyrównany rekord życiowy \| · – najlepszy wynik w sezonie \| = – wyrównany najlepszy wynik w sezonie \| – rekord olimpijski |
| Fn – falstart \| DNF – nie ukończył \| DNS – nie wystartował \| DSQ – zdyskwalifikowany |

### Eliminacje
Rozegrano cztery biegi eliminacyjne. Do półfinałów awansowało po sześciu najlepszych zawodników z każdego biegu (Q) oraz sześciu z najlepszymi czasami spośród pozostałych (q).

#### Bieg 1
| Poz. | Zawodnik           | Narodowość        | Rezultat | Uwagi |
| ---- | ------------------ | ----------------- | -------- | ----- |
| 1    | Ezequiel Canário   | Portugalia        | 13:43,28 | Q     |
| 2    | Martti Vainio      | Finlandia         | 13:45,16 | Q DSQ |
| 3    | Tim Hutchings      | Wielka Brytania   | 13:46,01 | Q     |
| 4    | Ray Flynn          | Irlandia          | 13:46,84 | Q     |
| 5    | Wilson Waigwa      | Kenia             | 13:48,84 | Q     |
| 6    | Doug Padilla       | Stany Zjednoczone | 13:52,56 | Q     |
| 7    | Vincent Rousseau   | Belgia            | 13:57,96 |       |
| 8    | José João da Silva | Brazylia          | 14:03,44 |       |
| 9    | Jorge García       | Włochy            | 14:12,15 |       |
| 10   | Mohamed Rutitinga  | Tanzania          | 14:27,78 |       |
| 11   | Julio Gómez        | Argentyna         | 14:28,48 |       |
| 12   | George Mambosasa   | Malawi            | 14:48,08 |       |
| 13   | Basil Kilani       | Jordania          | 15:20,58 |       |
| 14   | Nimley Twegbe      | Liberia           | 17:36,69 |       |
| –    | Ali Mohamed Hufane | Somalia           | DNF      |       |

#### Bieg 2
| Poz. | Zawodnik           | Narodowość        | Rezultat | Uwagi |
| ---- | ------------------ | ----------------- | -------- | ----- |
| 1    | Mats Erixon        | Szwecja           | 13:44,45 | Q     |
| 2    | John Walker        | Nowa Zelandia     | 13:44,75 | Q     |
| 3    | Don Clary          | Stany Zjednoczone | 13:44,97 | Q     |
| 4    | Saïd Aouita        | Maroko            | 13:45,66 | Q     |
| 5    | Bob Verbeeck       | Belgia            | 13:46,27 | Q     |
| 6    | Christoph Herle    | RFN               | 13:46,35 | Q     |
| 7    | Paul Williams      | Kanada            | 13:47,56 | q     |
| 8    | Stijn Jaspers      | Holandia          | 13:58,51 |       |
| 9    | Ahmed Musa Jouda   | Sudan             | 13:59,41 |       |
| 10   | Piero Selvaggio    | Włochy            | 14:04,74 |       |
| 11   | Necdet Ayaz        | Turcja            | 14:36,89 |       |
| 12   | Eugène Muslar      | Belize            | 15:05,78 |       |
| 13   | Tau John Tokwepota | Papua-Nowa Gwinea | 15:24,68 |       |
| 14   | Ruddy Cornielle    | Dominikana        | 17:16,77 |       |
| –    | Féthi Baccouche    | Tunezja           | DNF      |       |

#### Bieg 3
| Poz. | Zawodnik          | Narodowość        | Rezultat | Uwagi |
| ---- | ----------------- | ----------------- | -------- | ----- |
| 1    | Charles Cheruiyot | Kenia             | 13:45,99 | Q     |
| 2    | Eamonn Martin     | Wielka Brytania   | 13:46,16 | Q     |
| 2    | Markus Ryffel     | Szwajcaria        | 13:46,16 | Q     |
| 2    | Steve Lacy        | Stany Zjednoczone | 13:46,16 | Q     |
| 5    | João Campos       | Portugalia        | 13:46,28 | Q     |
| 6    | Salvatore Antibo  | Włochy            | 13:46,32 | Q     |
| 7    | Zephaniah Ncube   | Zimbabwe          | 13:46,33 | q     |
| 8    | Uwe Mönkemeyer    | RFN               | 13:48,66 | q     |
| 9    | Gerardo Alcalá    | Meksyk            | 13:50,60 | q     |
| 10   | Arie Gamliel      | Izrael            | 14:02,98 |       |
| 11   | Alphonce Swai     | Tanzania          | 14:22,20 |       |
| 12   | Luis Tipán        | Ekwador           | 14:52,43 |       |
| 13   | Ramón López       | Paragwaj          | 15:15,64 |       |
| –    | Greg Duhaime      | Kanada            | DNS      |       |

#### Bieg 4
| Poz. | Zawodnik             | Narodowość      | Rezultat | Uwagi |
| ---- | -------------------- | --------------- | -------- | ----- |
| 1    | António Leitão       | Portugalia      | 13:51,33 | Q     |
| 2    | David Moorcroft      | Wielka Brytania | 13:51,40 | Q     |
| 3    | Eduardo Castro       | Meksyk          | 13:51,36 | Q     |
| 4    | Antti Loikkanen      | Finlandia       | 13:51,47 | Q     |
| 5    | Abderrazak Bounour   | Algieria        | 13:51,52 | Q     |
| 6    | Omar Aguilar         | Chile           | 13:51,53 | Q     |
| 7    | Paul Kipkoech        | Kenia           | 13:51,54 | q     |
| 8    | Zakariah Barie       | Tanzania        | 13:53,00 | q     |
| 9    | Antonio Selvaggio    | Włochy          | 13:55,73 |       |
| 10   | Roger Soler          | Peru            | 14:28,25 |       |
| 11   | Orlando Mora         | Kostaryka       | 14:33,49 |       |
| 12   | Masini Situ–Kumbanga | Zair            | 15:02,52 |       |
| 13   | Ali Al-Ghadi         | Jemen Północny  | 16:06,58 |       |
| –    | Antonio Prieto       | Hiszpania       | DNS      |       |

### Półfinały
Rozegrano dwa biegi półfinałowe. Do finału awansowało po sześciu najlepszych zawodników z każdego biegu oraz trzech z najlepszymi czasami spośród pozostałych.

#### Bieg 1
| Poz. | Zawodnik           | Narodowość        | Rezultat | Uwagi |
| ---- | ------------------ | ----------------- | -------- | ----- |
| 1    | Wilson Waigwa      | Kenia             | 13:38,59 | Q     |
| 2    | António Leitão     | Portugalia        | 13:39,76 | Q     |
| 3    | Markus Ryffel      | Szwajcaria        | 13:40,08 | Q     |
| 4    | Ray Flynn          | Irlandia          | 13:40,74 | Q     |
| 5    | Eamonn Martin      | Wielka Brytania   | 13:41,70 | Q     |
| 6    | Doug Padilla       | Stany Zjednoczone | 13:41,73 | Q     |
| 7    | Zakariah Barie     | Tanzania          | 13:43,49 |       |
| 8    | Gerardo Alcalá     | Meksyk            | 13:45,98 |       |
| 9    | Paul Williams      | Kanada            | 13:46,34 |       |
| 10   | Steve Lacy         | Stany Zjednoczone | 13:46,65 |       |
| 11   | Omar Aguilar       | Chile             | 13:51,13 |       |
| 12   | Zephaniah Ncube    | Zimbabwe          | 13:53,25 |       |
| 13   | Abderrazak Bounour | Algieria          | 13:57,43 |       |
| 14   | Antti Loikkanen    | Finlandia         | 13:58,74 |       |
| –    | Uwe Mönkemeyer     | RFN               | DNF      |       |

#### Bieg 2
| Poz. | Zawodnik          | Narodowość        | Rezultat | Uwagi |
| ---- | ----------------- | ----------------- | -------- | ----- |
| 1    | Saïd Aouita       | Maroko            | 13:28,34 | Q     |
| 2    | David Moorcroft   | Wielka Brytania   | 13:28,44 | Q     |
| 3    | John Walker       | Nowa Zelandia     | 13:28,48 | Q     |
| 4    | Charles Cheruiyot | Kenia             | 13:28,56 | Q     |
| 5    | Tim Hutchings     | Wielka Brytania   | 13:28,60 | Q     |
| 6    | Paul Kipkoech     | Kenia             | 13:28,01 | Q     |
| 7    | Mats Erixon       | Szwecja           | 13:29,72 | q     |
| 8    | Martti Vainio     | Finlandia         | 13:30,48 | q DSQ |
| 9    | Ezequiel Canário  | Portugalia        | 13:32,64 | q     |
| 10   | João Campos       | Portugalia        | 13:34,46 |       |
| 11   | Eduardo Castro    | Meksyk            | 13:42,04 |       |
| 12   | Don Clary         | Stany Zjednoczone | 13:46,02 |       |
| 13   | Bob Verbeeck      | Belgia            | 13:46,03 |       |
| 14   | Salvatore Antibo  | Włochy            | 13:47,53 |       |
| –    | Christoph Herle   | RFN               | DNF      |       |

### Finał
| Poz. | Zawodnik          | Narodowość        | Rezultat | Uwagi |
| ---- | ----------------- | ----------------- | -------- | ----- |
| 1    | Saïd Aouita       | Maroko            | 13:05,59 | [ 1 ] |
| 2    | Markus Ryffel     | Szwajcaria        | 13:07,54 | [ 4 ] |
| 3    | António Leitão    | Portugalia        | 13:09,20 |       |
| 4    | Tim Hutchings     | Wielka Brytania   | 13:11,50 |       |
| 5    | Paul Kipkoech     | Kenia             | 13:14,40 |       |
| 6    | Charles Cheruiyot | Kenia             | 13:18,41 |       |
| 7    | Doug Padilla      | Stany Zjednoczone | 13:23,56 |       |
| 8    | John Walker       | Nowa Zelandia     | 13:24,46 |       |
| 9    | Ezequiel Canário  | Portugalia        | 13:26,50 |       |
| 10   | Wilson Waigwa     | Kenia             | 13:27,34 |       |
| 11   | Ray Flynn         | Irlandia          | 13:34,50 |       |
| 12   | Mats Erixon       | Szwecja           | 13:41,64 |       |
| 13   | Eamonn Martin     | Wielka Brytania   | 13:53,34 |       |
| 14   | David Moorcroft   | Wielka Brytania   | 14:16,61 |       |
| –    | Martti Vainio     | Finlandia         | DNS      |       |